# 마음의 진주
"마음의 진주"는 한국에서 제작된 윤대룡 감독의 1958년 영화이다. 김근자 등이 주연으로 출연하였고 윤상용 등이 제작에 참여하였다.

## 출연

### 주연
- 김근자
- 배운철

## 기타
- 조명: 이봉운
- 녹음: 이경순